# Empis brevipennata
Empis brevipennata är en tvåvingeart som beskrevs av Macquart 1827. Empis brevipennata ingår i släktet Empis och familjen dansflugor.
Artens utbredningsområde är Frankrike. Inga underarter finns listade i Catalogue of Life.